# John Cole (piloto de bobsleigh)
John Cole (1929-1993) fue un deportista estadounidense que compitió en bobsleigh. Ganó una medalla de bronce en el Campeonato Mundial de Bobsleigh de 1957, en la prueba cuádruple.

## Palmarés internacional
| Campeonato Mundial | Campeonato Mundial   | Campeonato Mundial | Campeonato Mundial |
| Año                | Lugar                | Medalla            | Prueba             |
| ------------------ | -------------------- | ------------------ | ------------------ |
| 1957               | Sankt Moritz (Suiza) | Medalla de bronce  | Cuádruple          |